# Liste du patrimoine immobilier classé de Quévy
Cette page regroupe l'ensemble du patrimoine immobilier classé de la ville belge de Quévy.
| Objet | Année de construction / Architecte | Adresse | Section communale | Coordonnées                      | Numéro d’inventaire | Illustration                     |
| --- | ---------------------------------- | ------- | ----------------- | -------------------------------- | ------------------- | -------------------------------- |
| L'église Saint-Géry à Blaregnies |                                    |         |                   | 50° 21′ 24″ nord, 3° 53′ 53″ est | 53084-CLT-0004-01   | L'église Saint-Géry à Blaregnies |
| L'église Saint-Martin à Bougnies |                                    |         |                   | 50° 23′ 14″ nord, 3° 56′ 28″ est | 53084-CLT-0005-01   | L'église Saint-Martin à Bougnies |
| L'église Saint-Martin a Givry |                                    |         |                   | 50° 22′ 48″ nord, 4° 01′ 46″ est | 53084-CLT-0008-01   | L'église Saint-Martin a Givry    |
| Les façades et toitures de la ferme sise rue Malplaquet, n°20 à Quevy (M+ZP)                                                              |                                    |         |                   | 50° 20′ 20″ nord, 3° 54′ 04″ est | 53084-CLT-0010-01   | Image manquanteTéléverser        |
| La grange sise à l'angle de la rue de l'Abreuvoir, n° 2 et de la rue de Villers à Havay                                                   |                                    |         |                   | 50° 21′ 45″ nord, 3° 59′ 10″ est | 53084-CLT-0011-01   | Image manquanteTéléverser        |
| La grange voisine de la grange sise à l'angle de la rue de l'Abreuvoir, n° 2 et de la rue de Villers, sise dans la rue de Villers à Havay |                                    |         |                   | 50° 21′ 45″ nord, 3° 59′ 09″ est | 53084-CLT-0012-01   | Image manquanteTéléverser        |